# 惠能
惠能（638年—713年），又作慧能，俗姓盧，生於唐代岭南道新州（今廣東新興縣），由禅宗五祖弘忍亲授衣钵，世称禅宗（南宗）六祖。惠能开创了漢傳佛教禪宗南宗，是为曹溪禅。唐柳宗元 《曹溪大鉴禅师碑》：“凡言禅，皆本曹溪。”现代史學家陳寅恪贊其：「特提出直指人心、見性成佛之旨，一掃僧徒繁瑣章句之學，摧陷廓清，發聾振聵，固我國佛教史上一大事也」。其弟子眾多，嗣法四十三人。六祖惠能的南宗顿教禅法，经其法嗣的弘扬，繁衍出临济宗、沩仰宗、曹洞宗、云门宗、法眼宗以及临济门下的杨歧派和黄龙派，史称南禅“一花五叶”和“五家七宗”。
惠能主张“佛在我心，净心自悟，见性成佛”和“暗不自暗，以明故暗，以明变暗，来去相因”等宗旨，提倡修行学法须先“识自本心、见自本性”。在为大众解释功德净土时，提出“身中净土”“自性西方”。又认为“法无顿渐，人有利钝”“若识自性，一悟即至佛地”，大倡直接易简的顿悟法门，但惠能并不过分强调顿渐之分。禅宗六祖将佛教中国化、平民化，创立了中国特色的佛学教派。实际上，惠能的禅宗思想早已远远超出了宗教的范畴，而成为中国古代思想、学术的重要组成部分，成为人类智慧的结晶。根据惠能法语整理而成的《六祖坛经》，不仅是中国本土佛教史上惟一的经书，更是研究中国和世界佛教史、文化史、思想史、哲学史的典籍。

## 名號
關於六祖的法號，歷來誌為「慧能」或「惠能」的均有。六祖天生聰穎，聽法即悟，惟不識字，但據六祖門人法海曾記載「……專為安名，可上惠下能也。父曰，何名惠能？僧曰，惠者，以法惠施眾生；能者，能作佛事。」
唐憲宗追封尊號大鑒禪師，宋太宗尊封大鑒真空禪師，宋仁宗加封大鑒真空普覺禪師，宋神宗加封大鑒真空普覺圓明禪師，元仁宗加封大鑒真空普覺圓明廣照禪師。

## 生平

### 早年
惠能生於唐太宗貞觀十二年（638年），祖籍范阳人（今河北涿州一带），在唐高祖武德年间，因为他的父亲宦于广东，便落籍于新州（今新兴县集成镇夏卢村）。三岁丧父，其母守志抚孤至于成立，家贫，采樵为生。
《六祖坛经》中，五祖弘忍戏称惠能为“獦獠”（未開化的蠻人），惠能也自称“语音不正”。惠能自述其祖籍为范阳（今河北省涿州市），其父亲盧行瑫贬官于岭南后早逝。《景德传灯录》同持此说，并称惠能于其父贬官至岭南后生于新州。

### 皈依佛門
一日，惠能负薪到市上，听到别人读《金刚经》到“应无所住而生其心”一段，便有所领悟，问经从何来，念诵者告诉他从黃梅山东禅寺来，該處有五祖弘忍弘法。有一人资助惠能银两，惠能尽数交给老母亲，于龙朔元年(661年)北行到东禅寺，礼拜禅宗五祖弘忍大师。
五祖问：“你从何处来，欲求何物?”惠能答：“弟子是岭南新州百姓，远来礼师，唯求作佛，不求余物。”五祖说：“你是岭南人，又是獦獠，哪能作佛?”

惠能答：
“人雖有南北。佛性本無南北。獦獠身與和尚不同。佛性有何差別?”
五祖说他根性太利，便叫他到槽厂去做舂米的苦工。舂米是一件苦差事，惠能生得矮小，体重不够，为了踏碓，他在腰间栓上一块石头。八个月后，弘忍有意傳法，命弟子作偈以呈，以檢驗他們的修为。神秀上座呈偈曰：「身是菩提樹，心如明鏡台，時時勤拂拭，莫使惹塵埃。」弘忍告诉大家应照着这个偈修习，能得大利益。但是私下里，他告诉神秀，并未开悟，再呈一偈。
惠能聽後亦誦一偈，请人代勞題於壁上：「菩提本無樹，明鏡亦非台，本來無一物，何處惹塵埃。」大众皆惊，弘忍見後，用鞋掌把惠能的偈子抹掉了，并且说“亦未见性”。众人见五祖这么说，也就不以为意。
- 神秀偈

身是菩提樹，心如明鏡臺。時時勤拂拭，勿使惹塵埃。

- 惠能偈

菩提本無樹，明鏡亦非臺。本來無一物，何處惹塵埃。

- 惠能偈（其他版本）

菩提本無樹，明鏡亦無臺。佛性常清淨，何處有塵埃。

心是菩提樹，身為明鏡臺。明鏡本清淨，何處染塵埃。

菩提本无树，明镜亦非台。本来无一物，何假拂尘埃。

第二天，五祖私下来到碓坊，见惠能腰间挂着石头舂米，说道：“求道之人，为法忘躯，就应当象你这个样子”，并问道，“米舂熟了吗？”惠能回答道：“米熟久矣，犹欠筛在。”（师筛同音，如此师生问答，都是双关语）五祖于是用拄杖在碓头上敲了三下便离开了。惠能领会了五祖的意思，当天晚上三更的时候来到五祖的丈室。五祖以袈裟遮圍，不令人見，為惠能說金剛經，当时五祖曾再三征诘他初悟“应无所住而生其心”的意旨，惠能大彻大悟，遂说：
一切万法，不离自性。
何期自性，本自清净；
何期自性，本不生灭；
何期自性，本自具足；
何期自性，本无动摇；

何期自性，能生万法。
于是五祖又说：“不识本心，学法无益。若识本心，见自本性，即名大丈夫、天人师、佛。”随即传付衣钵，为中国禅宗道统继承人的第六代祖师。五祖说：“汝為第六代祖。善自護念。廣度有情。流布將來。無令斷絕。聽吾偈曰。有情來下種，因地果還生。無情即無種，無性亦無生。”五祖又说：“昔达摩大师，初来此土，人未之信，故传此衣，以为信体，代代相承。法则以心传心，皆令自悟自解。自古佛佛惟传本体，师师密付本心。衣为争端，止汝勿传。若传此衣，命若悬丝。汝须速去，恐人害汝。”
五祖弘忍自传心印以后，送六祖惠能渡江南行，亲自为他把橹说：“合是吾渡汝！”六祖答道：“迷时师度，悟时自度，度名虽一，用处不同。能蒙师传法，今已得悟，只合自性自度。”五祖听了便说：“如是如是！以后佛法由汝大行。”五祖自此以后，就不再上堂说法，大众疑怪相问，便说：“吾道行矣！何更询之！”又问：“衣法谁得耶？”五祖便答道：“能者得之。”众人这才明白过来。

追逐众中，有一将军出家的惠明和尚，率先而登，追及六祖，六祖便将衣钵掷置石上说：“此衣只表示征信而已，岂可以力争吗？”惠明又举衣钵而不能动，便说：“我为法来，不为衣来！”六祖便说：“汝既为法来，可屏息诸缘，勿生一念，吾为汝说。”惠明听了，停了很久，六祖乃说：
“不思善，不思恶，正与么时（唐代口语，称这样做与么），那个是明上座本来面目？”
惠明便在言下大悟。复问：“上来密语密意外，还更有意密旨否？。六祖说：“与汝说者，即非密也。汝若返照，密在汝边。”因此，惠明即下山诡称岭上并无人迹，而使追者从此散去。
此后六祖匿居在四会的猎人队中十五年。因缘成熟了，才来到广州法性寺，在印宗法师的坐下剃度，开始了他的弘法生涯。禅宗由此开枝散叶，形成五宗七派的辉煌时期。在六祖之前，禅宗一直是单传。自六祖以后，禅宗很快在大江南北盛传开来。

### 弘法讲经

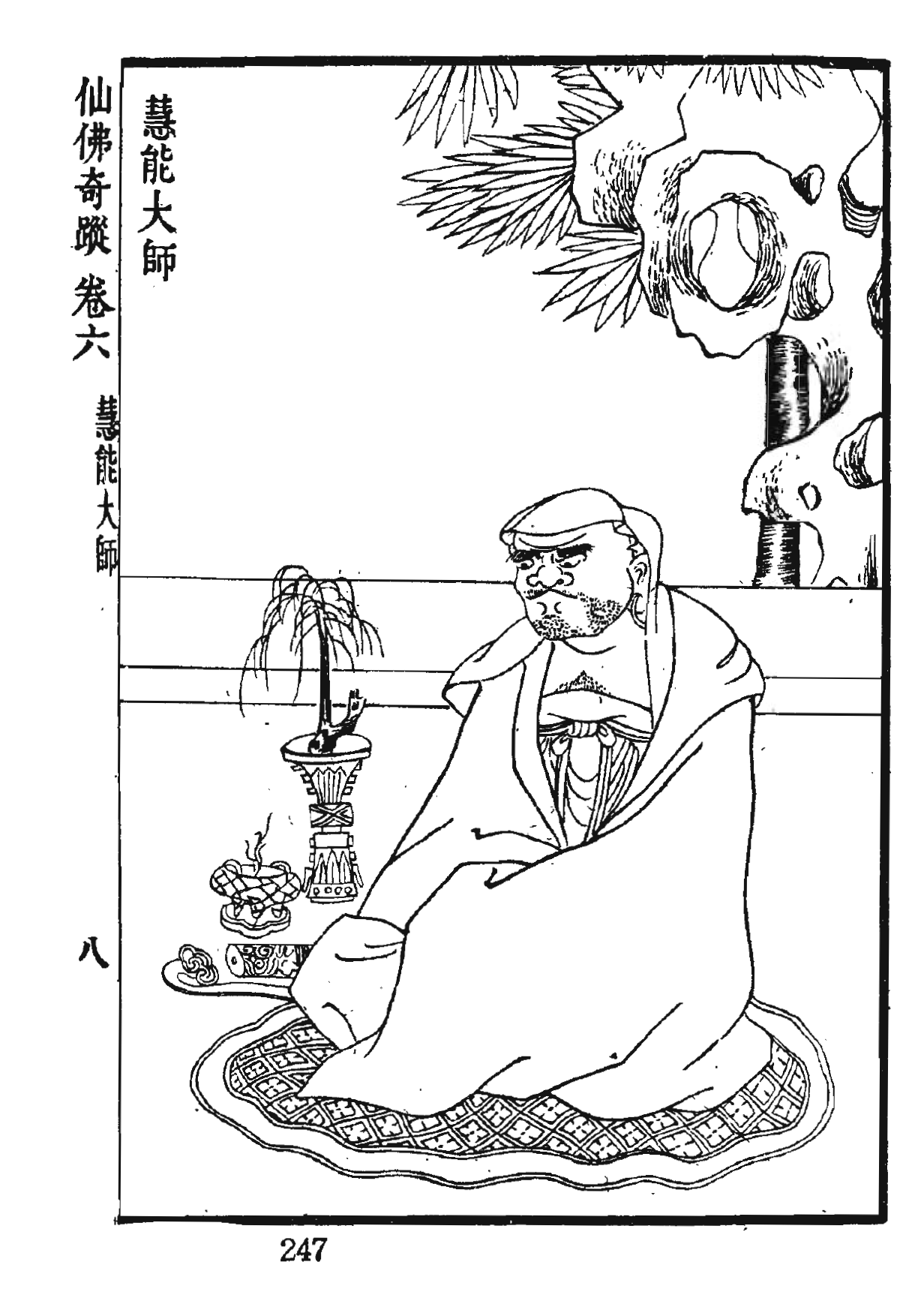
慧能大師

惠能归岭南后，于唐高宗仪凤元年（676年）正月初八到广州法性寺。印宗法师在该寺內讲《涅槃经》之际，“时有风吹幡动，一僧曰：风动；一僧曰：幡动；爭論不休，惠能进曰：
不是风动，亦非幡动，仁者（普通对人的尊称）心动。
印宗闻之竦然若驚。知惠能得黄梅弘忍真传，遂拜为师，并为之剃度。
仪凤二年（677年），韶州刺史韦璩仰其道风，率同僚入山请惠能入城，于大梵寺讲堂为众说法，兼授无相戒。僧尼道俗集者千余人，门人法海编录其法语，為六祖壇經。。

### 南北爭端
惠能到曹溪宝林寺（今广东韶关南华寺），在此弘法长达37年之久，弘扬禅宗，主張「頓悟」，影响華南諸宗派，是為曹溪禪，人稱「南宗」。當時，六祖惠能的同門師兄神秀，主張「漸悟」，在華北勢力頗盛，有「两京法主、三帝門師」之尊號，號稱「北宗」。
神龙元年（705年），武则天和唐中宗即遣内侍薛简往曹溪召惠能入京。惠能以久处山林，年迈风疾，辞却不去。薛简恳请说法，将记录带回报命。中宗因赠摩纳袈裟一领及绢五百匹以为供养。并命改称宝林寺为中兴寺，由韶州刺史重修，又给予法泉寺敕额，并以惠能新州故宅为国恩寺。
唐玄宗开元二年（730年），在河南滑台（今滑县）的无遮大会上，惠能弟子荷澤神会辯倒了神秀門人崇远、普寂，使得「南宗」成為中國禪宗正統。

### 圆寂涅槃
延和元年（712年）惠能回至新州，命门人建报恩塔。唐玄宗先天二年（713年），圆寂于新州国恩寺，世寿七十六，唐憲宗時，因廣州刺史馬摠上書請谥，憲宗追諡「大鉴禅师」。惠能圆寂后，其真身不坏，被运回韶州（今广东韶关）曹溪，其门人裹综涂漆，保持其生前形像。
唐代三大文豪王维、柳宗元和刘禹锡分别为六祖惠能撰写碑铭。（菏澤神會弟子王维撰寫《六祖惠能禅师碑铭》，柳宗元撰《曹溪第六祖大鉴禅师碑并序》，刘禹锡撰《曹溪大师第二碑》。
六祖慧能的真身塑像至今还保存在南华寺，供奉在六祖殿中。 文化大革命期间，红卫兵闯入南华寺“破四旧”，打掉了一些牌匾、小菩萨像以及哼哈二将，并将六祖慧能的真身塑像凿开大窟窿，用手推车推到韶关游行，红卫兵将六祖慧能真身内的五脏六腑、肋骨、脊梁骨掏出，丢满一地，说是假的，说是猪骨头、狗骨头，并在六祖头上盖个铁钵，面上写“坏蛋”二字，放在大佛殿。南华寺时任住持偷偷将六祖慧能的灵骨收起，用一瓦盒上下盖好，埋于九龙井后山的一棵大树下，作好标记。文革结束后，1979年改革开放初期，在赵朴初、习仲勋等人的干预下，六祖灵骨被取出，重新恢复供奉。

## 佛學理論

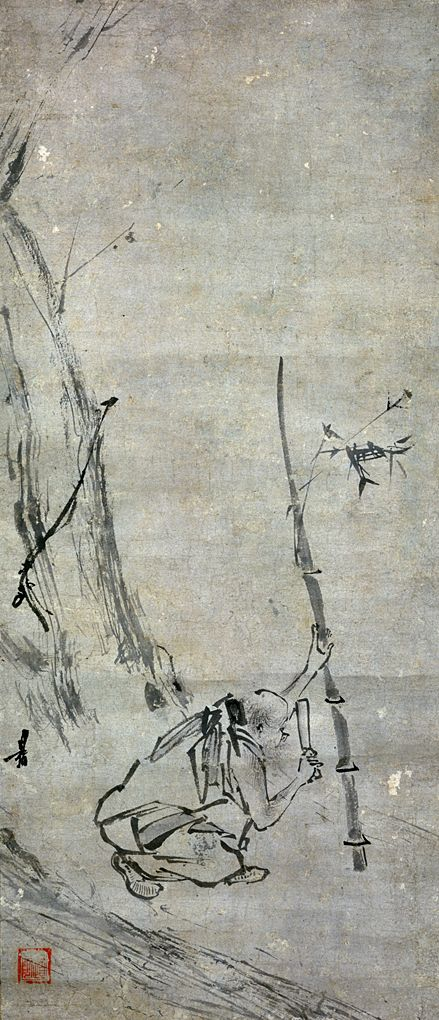
六祖砍竹图

### 禅法
惠能的禅法以定、慧为本。他又认为觉性本有，烦恼本无。直接契证觉性，便是顿悟。他说自心既不攀缘善恶，也不可沉空守寂，即须广学多闻，识自本心，达诸佛理。因此，他并不以静坐敛心才算是禅，就是一切时中行住坐卧动作云谓裡，也可体会禅的境界。
惠能又曰“先立无念为宗”，“佛法在世间，不离世间觉。”所谓无念，即虽有见闻觉知，而心常空寂之意。“自心归依自性，是皈依真佛。自皈依者，除却自性中不善心、嫉妒心、谄曲心、吾我心、诳妄心、轻人心、慢他心、邪见心、贡高心及一切时中不善之行，常自见己过，不说他人好恶，是自皈依。常须下心，普行恭敬，即是见性通达，更无滞碍，是自皈依。”

### 典籍阐述
惠能曾告戒僧侶法達，不要錯解《法華經》中意義。神秀把佛教理論“戒、定、慧”解釋為：“诸恶莫作名为戒，诸善奉行名为慧，自净其意名为定。”而惠能則另有不同解說：“心地无非自性戒，心地无痴自性慧，心地无乱自性定。”然而，惠能亦一再強調「法無頓漸，人有利鈍，故名頓漸」、「法即無頓漸。迷悟有遲疾。」，所以認為頓漸只是假名，佛法只為一乘法，「說即雖萬般。合理還歸一。」
禅宗从达摩始百余年间皆以《楞伽经》相印证，故亦称为楞伽師。达摩的三传弟子道信开始兼以《金刚经》等经为典据，到了惠能即以文句简单的《金刚经》义代替了《楞伽经》，其目的在于摆脱名相烦琐的思想束缚，而单刀直入求得开悟。

### 经典
惠能圓寂后，其弟子們将其经历和言论录整理成《六祖坛经》，简称《坛经》，是禅宗的经典。

## 傳承門派
惠能禪法在荷澤一派的推動下，取代了原先北宗神秀一系的地位，成為禪門正宗。
惠能为禅宗的發展奠定了理论基础，对于后来各派禅师建立门庭，影响极大。在他圓寂後，他的弟子傳承禪法，形成曹溪禪（惠能禪）的南北二宗。「曹溪北宗」即是荷澤神會門下，稱荷澤宗。「曹溪南宗」則以南嶽懷讓門下的洪州宗，與青原行思、石頭希遷一系的石頭宗為代表。
荷澤一派因後繼無人，在唐末衰亡。對後世影響較大的反而是曹溪南宗，南宗門下，后来形成河北临济宗、江西曹洞宗、湖南沩仰宗、广东云门宗、江蘇法眼宗五宗，即“一花開五叶”。
后来法眼宗远传于泰国、朝鲜；云门宗、临济宗更远播欧美。在中國、日本，則是临济宗、曹洞宗兩宗最盛。

## 法嗣

### 师承
- 弘忍

### 弟子
其弟子眾多，一说为“嗣法四十三人”，一说为“十人”著名者有：荷澤神會、青原行思、南岳怀让、石頭希遷等。